# 로터리 (교통)

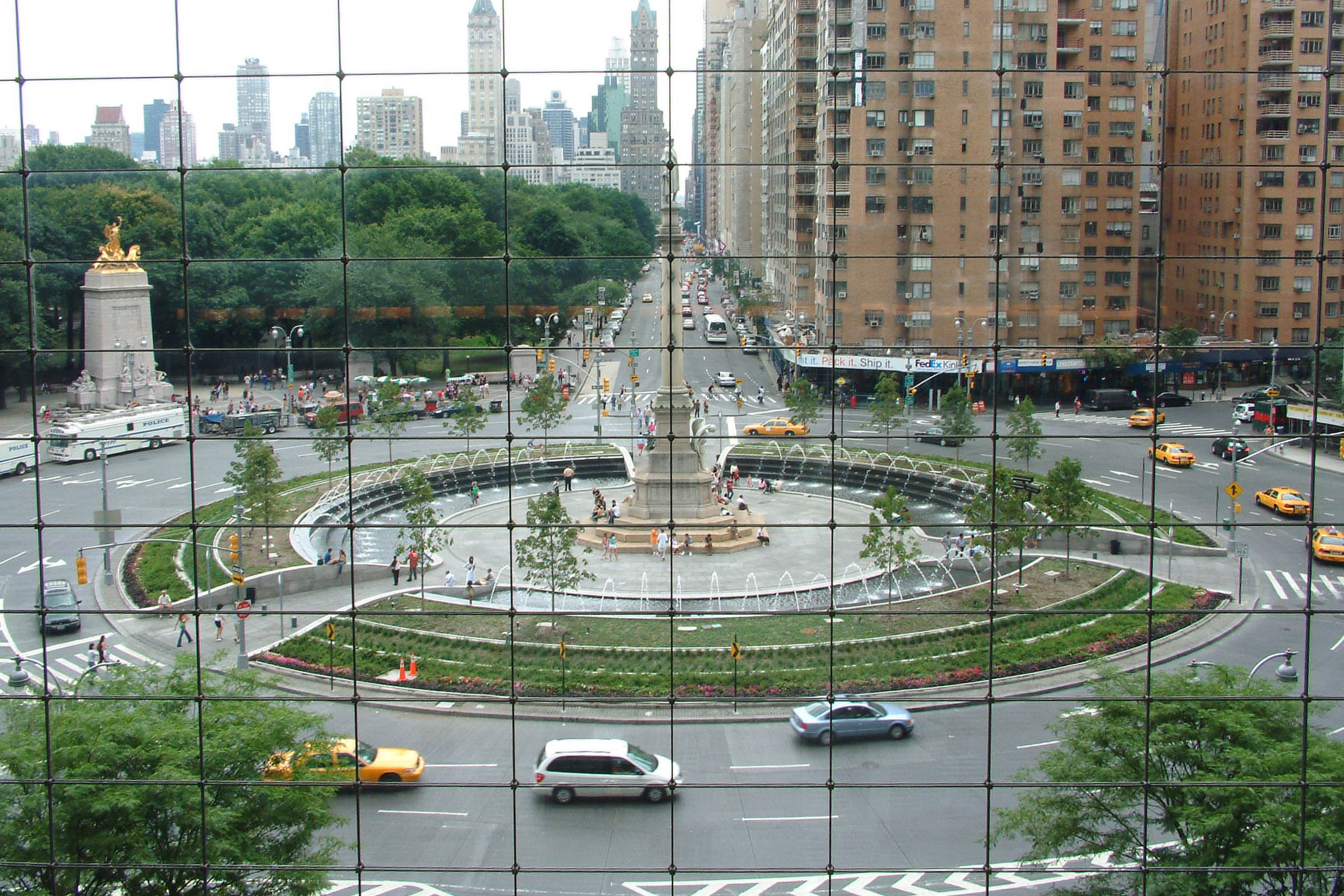
미국 뉴욕의 컬럼비아서클 로터리

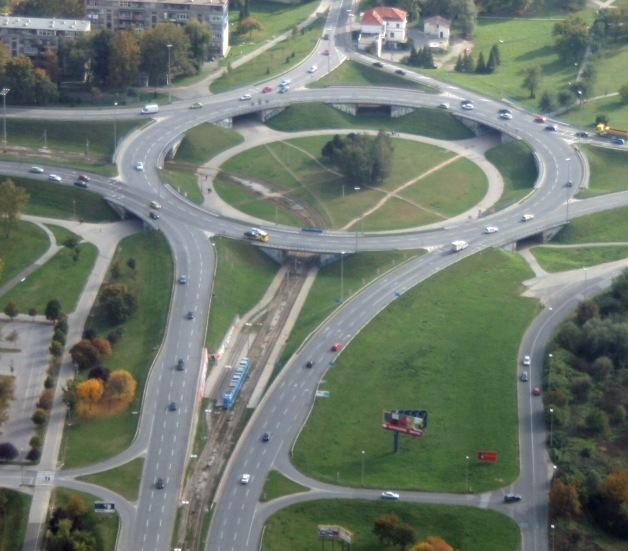
크로아티아 자그레브의 로터리

로터리 또는 환상 교차로(環狀交叉路; 문화어: 도는네거리, 영어: traffic circle 또는 rotary 또는 roundabout (영국))는 원형으로 된 교차로의 형태이다. 대체로 가운데에 교통섬이 있으며, 진입하려는 차는 속도를 줄이며, 교통섬을 피해 한 방향으로 돌게 된다. 대한민국에서는 울산광역시에 큰 로터리가 가장 많이 있다.

## 나라별 로터리

### 대한민국
- 로터리
  - 경상남도 산청군 중앙 로터리.
  - 경상남도 창원시 시청 로터리.
  - 강원특별자치도 동해시 시청 로터리
  - 전북특별자치도 전주시 완산구 풍남문 로터리
  - 전라남도 고흥군 고흥읍 남계회전로터리
  - 충청남도 공주시 공산성 회전로터리
  - 충청남도 부여군 부여읍 계백로터리
  - 충청남도 부여군 부여읍 성왕로터리
  - 울산광역시 남구 울산 나들목(신복로터리)
  - 울산광역시 남구 공업탑로터리
  - 울산광역시 남구 태화로터리
  - 울산광역시 중구 서동로터리
  - 제주특별자치도 제주시 신제주 로터리
  - 인천광역시 미추홀구 숭의동 숭의로터리
  - 전라남도 여수시 여서동 여서로터리 (제13호광장로터리)
  - 전라남도 여수시 여서동 문수로터리 (제8호광장로터리)
  - 전라남도 여수시 중앙동 중앙로터리 (중앙동로타리)
  - 전라남도 여수시 여서동 한재터널로터리
  - 전라남도 여수시 학동 시청앞로터리

- 과거의 로터리
  - 서울특별시 신촌 로터리 (철거된 상태이다.)
  - 경기도 수원시 장안문 로터리. (2007년 1월 로터리에서 교차로로 변경)

### 프랑스
- 파리 개선문 로터리

### 이탈리아
- 로마 콜로세움 로터리

## 같이 보기
- 회전교차로 - 로터리와는 성격이 다른 교차로
- 교통섬